# Red vojne zastave
Red vojne zastave (srbohrvaško Orden ratne zastave) je bilo sedmo najpomembnejše odlikovanje SFRJ. 
Ustanovil ga je Prezidij Narodne skupščine FLRJ 29. januarja 1951. Red je bil odlikovanje za vojne zasluge, podeljeval pa se je »vojnim starešinam, ki tekom vojne pokažejo osebni pogum, samopožrtvovalnost in sposobnosti poveljevanja ter za pomembno vlogo v izgradnji, utrjevanju in usposabljanju oboroženih sil SFRJ«.

## Stopnje odlikovanja
- red vojne zastave 1. stopnje
- red vojne zastave 2. stopnje
- red vojne zastave 3. stopnje